# Mary Heaton Vorse

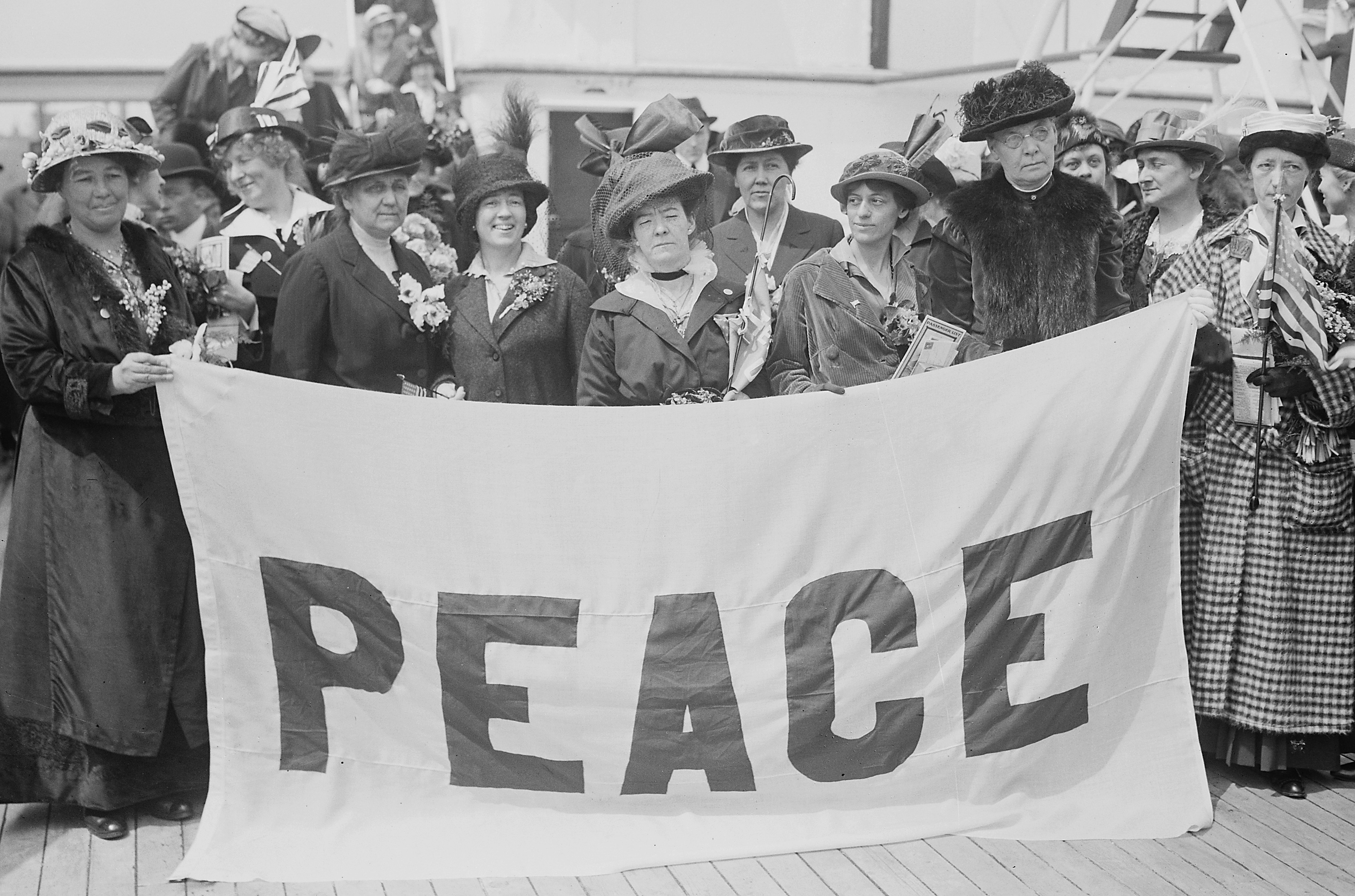
Deltagare i den amerikanska delegationen till International Congress of Women i Haag i Nederländerna ombord på S/S Noordam i april 1915. Mary Heaton Vorse syns ovanför bokstaven "C" i banderollen.

Mary Heaton Vorse, född 11 oktober 1874 i New York i USA, död 14 juni 1966 i Provincetown i Massachusetts, var en amerikansk journalist, författare och politisk aktivist.

## Biografi
Mary Heaton Vorse var dotter till Ellen Marvin Heaton (död 1910) och Hiram Heaton. Hon växte upp i en förmögen miljö i Amherst i Massachusetts i ett hus med 24 rum, tillsammans med halvsyskon från sin mammas tidigare äktenskap. Familjens förmögenhet kom från mammans sida. Modern hade 1852, vid 18 års ålder gift sig med den 25 år äldre kaptenen Charles Bernard Marvin, som var en förmögen redare och sprithandlare. Ellen Marvin blev änka vid 37 års ålder med fem barn. Hon gifte om sig 1837 med Hiram Heaton, som drev Stockbridge Inn.
Mary Heatons familj gjorde långvariga resor till Europa, där Mary var på barndaghem i Hannover i Tyskland och gick i första klass i en tyskspråkig skola i Dresden. Familjen var också en period bosatt i Paris, där hon lärde sig franska, samt en vinter i Österrike. Hon tillbringade ett år på konstskola i Paris och studerade därefter fri konst på Art Students League of New York 1896–1898. Hon gifte sig 1898 med journalisten Albert (Bert) Vorse (död 1910). Paret flyttade till Provincetown 1906, där hon ägnade sig åt att skriva böcker. Hon debuterade som författare 1908 med The Breaking-In of a Yachtsman's Wife.
År 1912 ledde textilarbetarestrejken i Lawrence till att hon engagerade sig i sociala och politiska frågor och ägnade sig åt arbetares rättigheter och förhållanden livet ut. Hon skrev reportage från Lawrence i Massachusetts tillsammans med reportern Joe O’Brien (död 1915), som hon också gifte sig med 1912. Hon engagerade sig i den amerikanska (feministiska) fredsrörelsen och deltog i en stor internationell fredskonferens för kvinnor i Haag i Nederländerna 1915.
Som journalist var Mary Heaton Vorse bidragsgivare med artiklar och noveller till bland andra McClure's Magazine, Atlantic Monthly, The New Yorker, Harper's Weekly, The New Republic och Ladies' Home Journal.
Mary Heaton Vorse hade tre barn, en dotter och en son med Bert Vorse och en son med Joe O'Brien (född 1914). Åren 1920–1922 var hon samboende med karikatyrtecknaren Robert Minor.

## Hus i Provincetown
Huvudartikel: Mary Heaton Vorses hus
Mary Heaton Vorse köpte 1907 ett hus i Provincetown på Cape Cod i Massachusetts. där hon och Joe O'Brian på 1910-talet grundade en sommarkoloni för sina vänner från kultureliten i Greenwich Village. Där arrangerades från 1915 avant-gardeteaterföreställningar med teatergruppen Provincetown Players. Huset är idag ett konstcentrum.